# Нотли, Алан
Алан Нотли (англ. Alan Notley) — английский биатлонист, участник трёх зимних Олимпийских игр.

## Карьера
Первыми Олимпийскими играми для Алана стали игры 1964 года в Иннсбруке. В индивидуальной гонке, допустив 5 промахов, он стал 37-м из 49-ти финишировавших участников. Он выступил также на следующих двух Олимпиадах — в Гренобле в 1968 году и Саппоро в 1972 году, но улучшить свой результат не смог: 44-е и 43-е место в индивидуальной гонке соответственно.
За свою карьеру участвовал в пяти чемпионатах мира. Лучшим личным результатом стали два 32-х места в индивидуальной гонке в 1966 и 1973 годах. Лучший командный результат — 10-е место в эстафете в Лейк-Плэсиде в 1973 году.

### Участие в Чемпионатах мира
| Год  | Место проведения       | Инд | Эст |
| 1965 | ЧМ Эльверум            | 36  | х   |
| 1966 | ЧМ Гармиш-Партенкирхен | 32  | 12  |
| 1970 | ЧМ Эстерсунд           | 33  | 14  |
| 1971 | ЧМ Хямеэнлинна         | 39  | 12  |
| 1973 | ЧМ Лейк-Плэсид         | 32  | 10  |

### Участие в Олимпийских играх
| Год  | Место проведения | Инд | Эст |
| 1964 | Иннсбрук         | 37  | х   |
| 1968 | Гренобль         | 44  | 12  |
| 1972 | Саппоро          | 43  | 11  |